# Dorójne (Bakhtxissarai)
|  | Per a altres significats, vegeu «Dorójnoie». |

Dorójne (en (ucraïnès): Дорожнє) és un poble de la República Autònoma de Crimea a Ucraïna, que el 2014 tenia 167 habitants. Pertany al districte de Bakhtxissarai. Fins al 1945 la vila es deia Bi-El.

## Població
Segons les dades del 2001 la composició de la població de la vila de Dorójnoie d'acord amb la llengua que empren és la següent:
| Llengua | %     |
| ------- | ----- |
| Rus     | 51,93 |
| Tàtar   | 46,41 |